# Pseudovetenskap
Pseudovetenskap, (pseudo- från grekiskans 'skenbar'), även kvasivetenskap, är en lära som hävdar sig vara vetenskaplig men som inte uppfyller dess metodologiska krav eller på annat sätt kunnat visas ogrundad. 
Inom vetenskapsteorin kallas problemet med att avgöra vad som är vetenskap eller inte för demarkationsproblemet och det har behandlats av filosofer som Karl Popper, Thomas Kuhn, Imre Lakatos och Paul Feyerabend.

## Pseudovetenskap i jämförelse med vetenskap
Pseudovetenskap anses ofta misslyckas med att efterleva de tillvägagångssätt som förespråkas inom olika vetenskapliga metoder. Typiskt är till exempel att pseudovetenskap anses präglas av:
- Auktoritetstro – man värderar en särskild persons uttalanden och skrifter över alla andra. (Ex: L. Ron Hubbard och dianetiken).
- Bristande upprepbarhet – man påstår saker utan att det kan upprepas av andra i experimentella resultat.
- Handplockade exempel – att välja ut de exempel som talar för en teori samtidigt som man bortser från andra exempel som talar mot den.
- Likgiltighet inför motsägande fakta – att man vidhåller sin teori trots att den motsäger experimentellt fastställda resultat.
- Ofalsifierbarhet – när teorin inte lämnar utrymme för att den skulle kunna vederläggas eller omkullkastas till exempel genom något motsägande resultat i ett experiment. (Ex: astrologi, där alla observationer kan tolkas för att passa in i teorin).[3]
- Ovilja till prövning – man vägrar pröva teorin mot verkligheten trots att det vore möjligt.[3]
- Bristande förklaringsvärde – många pseudovetenskapliga teorier överger hållbara förklaringar utan att ersätta dem med något annat så att de lämnar mer oförklarat än de gamla (till exempel kreationism som lämnar det mesta oförklarat av det som evolutionsteorin förklarar) (jmf. Ockhams rakkniv).
- Ad hoc-hypoteser – man lägger till nya antaganden till sin teori om något dyker upp som inte passar.[3]

## Ytterligare kännetecken
Forskaren Russell Turpin har beskrivit vad han anser är typiska karakteristika hos pseudovetenskapliga teorier. Bland annat menar han att de kännetecknas av att:
- Utövarna meddelar att det nu kommer ett paradigmskifte, att teorin är så omfattande att den behöver helt nya förutsättningar.
- De använder termen "vetenskap" på ett nedsättande (och trångsynt) sätt.
- De förvränger och baktalar resten av vetenskapen för att få sin egen forskning att verka mer framsynt än vad den är och ha ett helhetstänkande som all annan forskning saknar.
- De använder modeord, exempelvis "kvant-".
- De ursäktar den dåliga forskningen med få anslag, istället för att fokusera på att försöka få mer anslag med hjälp av de bra idéerna.
- De använder argumentationsfelet folkets argument (det vill säga det som är populärt måste vara korrekt).
- De lyckas aldrig fördjupa kunskapen, bara upprepa den.

Eric Pepke har lagt till följande karaktäristika:
- De slutar aldrig att undersöka samma sak, gång på gång.
- De underskattar vad deras upptäckter skulle innebära för vetenskapen i stort, som att krossa en grundläggande fysikalisk lag.
- De använder liknelser. (Liknelser kan vara en bra grund för forskning, men det får inte vara det enda beviset.)
- De tar kritik personligt.

Dessutom har Ken Arromdee lagt till:
- De använder argumentet "Det var bara för att få dig att tänka", det vill säga forskningen var inte allvarligt menad.

Professor Robert L. Park har sju tecken på det han kallar falsk vetenskap:
- Upptäckaren presenterar sina fynd direkt i media, snarare än att låta andra forskare skärskåda upptäckten.
- Upptäckaren hävdar att ett mäktigt etablissemang motarbetar arbetet och förfäktar även ibland konspirationsteorier i denna anda.
- Det vetenskapliga resultatet ligger alltid på gränsen för det som går att upptäcka och felmarginalen kan inte elimineras ens teoretiskt.
- Bevisen bygger på vittnesmål,  anekdotisk bevisföring, snarare än vetenskapliga dubbelblindtest. Många vittnesmål är inte lika med fakta.
- Upptäckaren använder argumentationsfelet ålderns argument genom att hävda att idén har hållit i hundratals år.
- Upptäckaren har arbetat isolerat.
- Upptäckaren måste skapa nya naturlagar för att förklara en observation som inte passar in i vad vi redan känner till.

## Skepticism
Skeptikerrörelsen ägnar sig åt att granska pseudovetenskaper. Några nutida kända skeptiker är James Randi och Sven Ove Hansson. Bland nu avlidna skeptiker kan nämnas Harry Houdini och Martin Gardner.

## Exempel
Några läror som i vetenskapliga artiklar, böcker, tidskrifter, uppslagsverk eller liknande ansetts vara pseudovetenskap är:
- Aids-förnekelse[6]
- Astrologi[7][8]
- Akupunktur[9]
- Alkemi[10]
- Alternativmedicin[9][11]
- Antroposofi[12]
- Folkmedicin[13]
- Frenologi[14]
- Grafologi[15]
- Homeopati[9][16]
- Intelligent design/Kreationism[17][18]
- Jordstrålning[19]
- Mitjurinism/Lysenkoism[20]
- Neurolingvistisk programmering[21]
- Rasbiologi[22]
- Socialdarwinism[23]
- Ufologi[24]
- Parapsykologi[25]
- Scientologi[26]/Dianetik[27]
- Zonterapi[28]